# Scafo Zero Tre
Hull Zero Three è un romanzo di fantascienza dell'autore americano Greg Bear. È stato pubblicato il 22 novembre 2010. È ambientato su una nave generazionale che si è persa in circostanze misteriose.

## Trama
Un uomo si risveglia da uno stato onirico, nudo e congelato, senza ricordare nulla. Una bambina lo conduce attraverso una serie di corridoi in una nave generazionale in cerca di tepore. Lei lo chiama "Maestro", e insieme incontrano molti altri strani esseri mentre viaggiano attraverso la nave cercando di continuare a sopravvivere e per trovare le risposte alle loro domande insolute.
Il "Maestro" alla fine scopre di essere egli stesso un clone resuscitato diverse volte prima, sebbene le precedenti versioni non siano sopravvissute. Ognuno dei precedenti cloni ha lasciato frammenti di ricordi, una sorta di traccia di briciole di pane per l'iterazione successiva. È da questi diari che il "Maestro" scopre la vera natura della sua situazione. Anche i suoi compagni sono cloni sempre geneticamente modificati per scopi specifici.
Capisce che originariamente l'equipaggio della nave era diviso in due gruppi, ciascuno in lizza per il controllo della nave. Una fazione voleva abbandonare la missione primaria di colonizzare un pianeta già brulicante di vita, mentre l'altra voleva continuare nel viaggio interstellare. La nave viene quindi danneggiata durante una delle loro battaglie e si scopre che i cloni sono stati creati proprio per ripararla.
Il "Maestro" scopre che il suo vero nome è Sanjay. Infine riesce a raggiungere il terzo scafo, citato dal titolo del libro, dove incontra Madre, che è il capo della fazione che vuole proseguire verso la loro destinazione originaria. Lei dice di averlo creato per essere un suo alleato. Alla fine, il "Maestro" ed i suoi compagni fuggono dalla Madre e attendono il loro arrivo sul nuovo pianeta.

## Recensione della critica
Chris Hsiang riassume il libro come "...meno che elettrizzante, ma mi aspettavo questo da Greg Bear: spesso è più preoccupato del viaggio che della destinazione. The Mystery in Space di Hull Zero Three è più personale e allo stesso tempo molto universale. Quando vedi oltre l'azione e lo scenario esotico, il pensiero del "Maestro" si riduce a 'Chi sono io e perché siamo qui?' Potremmo non avere mai una risposta completa, ma questo è il tipo di domande che tutti dobbiamo farci." Allo stesso modo, il libro è stato descritto da Harriet Klausner di Alternative Worlds come un "thriller di fantascienza che aggiunge ben poco di nuovo nel sottogenere spaziale sull'arca generazionale". The Science Fact and Science Fiction Concatenation descrive il romanzo come "fantascienza quasi banale sotto forma di astronave interstellare e mera biologia dei suoi occupanti la cui sopravvivenza è minacciata".